# Albert Réville (théologien)
Pour les articles homonymes, voir Albert Réville et Réville (homonymie).
Albert Réville, né à Dieppe le 3 novembre 1826 et mort à Paris le 25 octobre 1906, est un théologien français, spécialiste d'exégèse biblique et d'histoire religieuse. Il se situe dans la mouvance du protestantisme libéral.

## Biographie
Après des études à l'université de Genève et à la faculté de théologie protestante de Strasbourg, Albert Réville soutient une thèse de baccalauréat en théologie intitulée « De l'exclusisme en matière de foi » le 27 novembre 1848 sous la direction d'André Jung et devient pasteur réformé à l'Église wallonne de Rotterdam, de 1851 à 1872. En 1880, il est nommé professeur au Collège de France, où il est titulaire de la première chaire d'histoire des religions. Il est le premier président de la section des sciences religieuses de l'école pratique des hautes études en 1886, et le fondateur de la Revue de l'histoire des religions.
Albert Réville est le père de Jean Réville, qui lui succéda au Collège de France, et de Marc Réville, député, ainsi que le grand-père d'Albert Réville, maire de Reims.

## Publications
- Solutions évangéliques, trois sermons prêchés à Rotterdam et à Utrecht, dans les temples wallons de ces deux villes (1853).
- De la Rédemption, études historiques et dogmatiques (1859).
- Essais de critique religieuse (1860).
- Études critiques sur l'évangile selon St. Matthieu (1862).
- Manuel d'instruction religieuse (1863).
- Notre christianisme et notre bon droit, trois lettres à M. le pasteur Poulain, au sujet de sa critique de la théologie moderne (1864).
- La Vie de Jésus de M. Renan devant les orthodoxies et devant la critique (1864).
- Théodore Parker, sa vie et ses œuvres, un chapitre de l'histoire de l'abolition de l'esclavage aux États-Unis (1865).
- Quatre conférences sur le christianisme prêchées à Strasbourg, à Nîmes, à Montpellier, à Montauban, à Clairac et dans plusieurs autres églises du midi de la France (1865).
- Histoire du dogme de la divinité de Jésus-Christ (1869), éd. Germer Baillière, coll. « Bibliothèque de philosophie contemporaine ».
- L'Enseignement de Jésus-Christ comparé à celui de ses disciples (1870).
- Histoire du Diable, ses origines, sa grandeur et sa décadence (1870) disponible sur Internet Archive.
- Douze sermons (1874).
- Prolégomènes de l'histoire des religions (1881).
- Histoire des religions (2 volumes, 1883-1889) tome premier, tome second disponible sur Internet Archive.
- Les Religions du Mexique, de l'Amérique centrale et du Pérou (1885).
- Études de critique et d'histoire (1889).
- Préface à Charles Poirée de Garcin, Le sens commun : études de philosophie religieuse, Paris : Fischbacher, (1894).
- Jésus de Nazareth, études critiques sur les antécédents de l'histoire évangélique et la vie de Jésus (2 volumes, 1897) tome premier, tome second disponible sur Internet Archive.
- Les Étapes d'un intellectuel : à propos de l'affaire Dreyfus (1898), publié dans le journal Le Siècle du 19 mai au 20 juin 1898 (I et jours suivant disponible sur Gallica).
- Article d'Albert Réville sur la politique néerlandaise de son temps, publié dans la Revue des deux Mondes.
- « Vigilance de Calagurris, un chapitre de l'histoire de l'ascétisme monastique. Fin du IVe siècle. Commencement du Ve », dans Annuaires de l'École pratique des hautes études  1901, p. 1-25 (lire en ligne).